# Дож Венеції

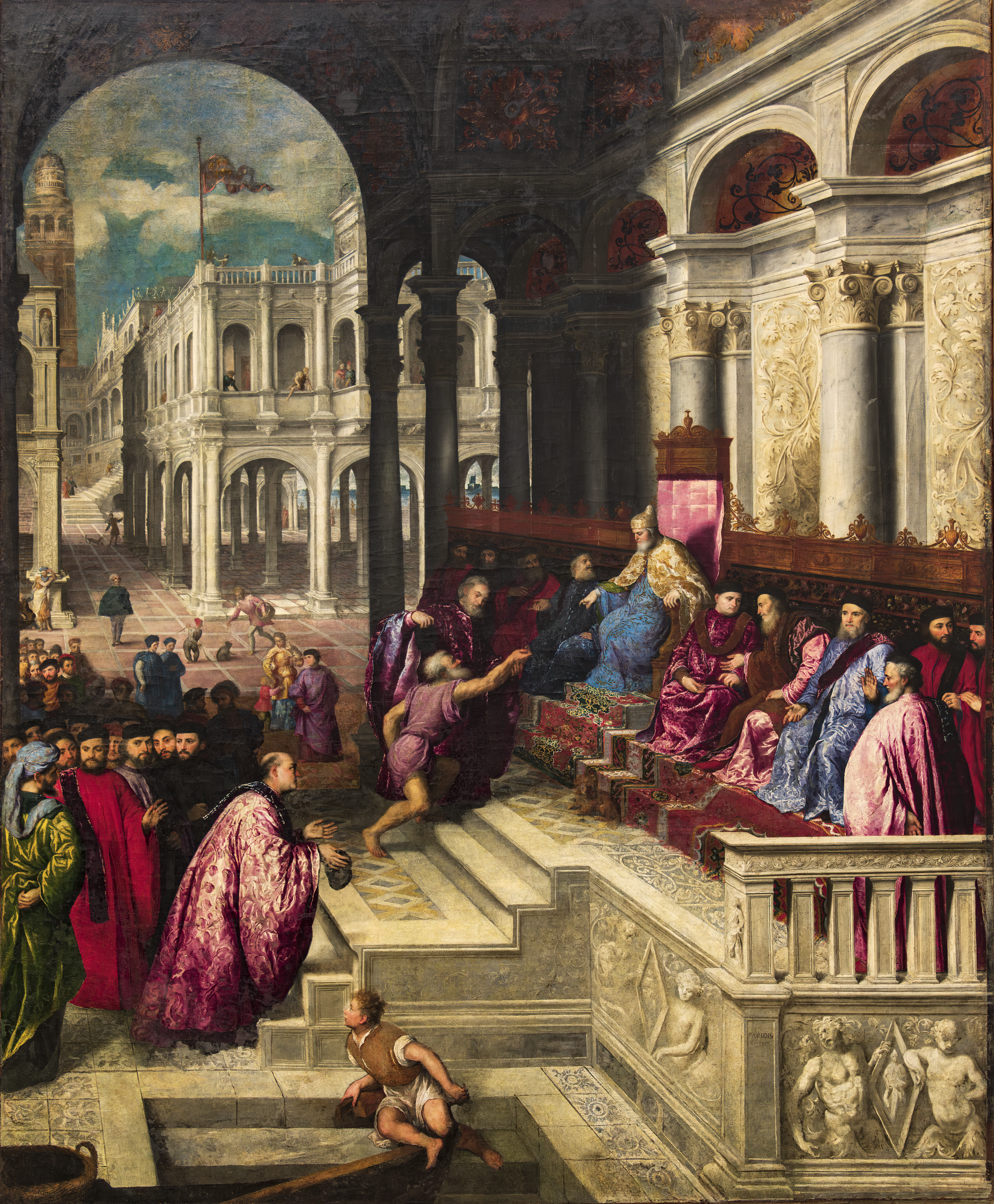
Паріс Бордоне. «Вручення персня дожу», бл. 1535, Галерея Академії, Венеція

До́ж Вене́ції (вен. Doxe de Venexia, італ. Doge di Venezia) — титул і посада виборного глави (дожа) Венеційської республіки у VIII—XVIII століттях. Виник у 697 році, коли Венеція входила до сфери впливу Візантії. Першим дожем став Паоло Лучіо Анафесто. Імовірно перші дожі виконували функції намісників Візантійської імперії. До 1032 дожі мали практично необмежену владу в державних, військових та церковних справах. З часом обов'язки дожа дедалі більше перекладалися на венеційських чиновників. З 1268 року існувала посада віце-дожа.
Форми звертання до Венеційського дожа були «Монсеньйор Дож» (Monsignor el Doxe), «Ясновельможний Принце» (Serenissimo Principe) й «Ясний пане» або «Ваша ясність» (Sua Serenità).
Повний титул дожа Венеції був: «Ясний пане, милістю Божою дож Венеції, князь Далматії і Хорватії, повелитель однієї чверті з половиною Латинської імперії»; остання титулатура (щодо Латинської імперії) перестає використовуватись в 1354 році.

## Процедура виборів
Дожі обиралися з найбагатших та найвпливовіших сімей Венеції. Після цього влада дожів була обмежена введенням кількох альтернативних інститутів влади. Після 1172 року глава держави обирається через складну процедуру. Рада сорока  обирала дожа з чотирьох кандидатів, обраних зі складу Великої ради.
На виборах 1229 Рада сорока була збільшена до сорока одного, тобто непарної кількості членів.
З 1268 і до кінця існування титулу діяла процедура вибору, що складалася з одинадцяти голосувань. З тридцяти членів Великої ради вибиралося дев'ять. Дев'ять членів ради вибирали сорок осіб, а з цих сорока вибиралося дванадцять осіб, які у свою чергу обирали двадцять п'ять осіб. Ці двадцять п'ять відсівалися до дев'яти осіб, дев'ять вибирали сорок п'ять виборців. Після цього сорок п'ять осіб ще раз зменшувалися до групи з одинадцяти. І нарешті, одинадцять осіб вибирали сорок одного виборця, які вибирали дожа.

Заручини дожа з морем на полотні Каналетто

Подібний метод голосування був покликаний врахувати інтереси всіх сторін, і не допустити на найвищу посаду в державі ставленика якоїсь партії чи клану, людину небезпечну або нездатну утримати в руках кермо влади. Коли дож був обраний, він поставав перед народом зі словами «Це ваш дож, якщо це вас влаштовує». Після цього він складав присягу Дожа, в якій урочисто клявся діяти відповідно до законів і на благо держави.

## Обов'язки дожа
Влада дожа суворо обмежувалася різного роду розпорядженнями. Бувши дожем, він не мав права з'являтися на публіці сам, не міг сам зустрічатися з іноземними государями або посланниками, не міг один розкривати офіційну кореспонденцію. У дожа не могло бути власності на території інших держав.
Зазвичай дожі управляли країною до самої смерті, хоча були випадки розжалування з поста. Доходи дожа на його посту були невеликими. Після 1501 року була розроблена процедура посмертного відшкодування збитку, заподіяного дожем в період правління, наприклад внаслідок розкрадань.
Один з церемоніальних обов'язків дожа полягав у здійсненні церемонії заручення дожа з морем. Дож кидав перстень в Адріатику з державного корабля — гігантської галери, яка мала назву Бучинторо або Букентавр. Традиція з'явилася після 1000 року, в ознаменування завоювання Далмації 26-м дожем П'єтро II Орсеоло.

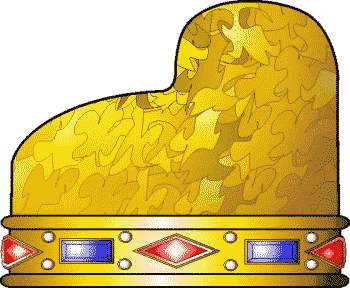
Головний убір дожа

Одяг дожа складався з корно дукале (corno ducale - шапки-ковпака особливої форми), меча, пурпурової або золотої мантії, з коміром з хутра горностая та червоних черевиків, схожих з черевиками візантійських імператорів.
Щорічно у Великдень дож очолював процесію від Сан-Марко до церкви жіночого монастиря Сан-Даккаріа, де настоятелька монастиря вручала йому нову шапку, зшиту монахинями. Шапка мала форму рогу, була жорсткою, виготовлялася з парчі.

## Скасування титулу
Титул скасований Наполеоном у 1797. Венеція потрапила в залежність від Австрії, різні форми правління були присутні після цього, але до інституту дожів Венеція більше не повернулася.